# Maya Meschkuleit
Pour les articles homonymes, voir Meschkuleit.
Maya Meschkuleit, née le 28 juillet 2001 à Vancouver, est une rameuse canadienne.

## Carrière
Elle fait ses études à l'université Yale depuis 2019.
Elle fait partie de l'équipage de huit féminin qui remporte la médaille d'argent lors des Jeux olympiques d'été de 2024, près de quatre minutes derrière les Roumaines championnes olympiques.